# Centro Nacional de Oceanografia (Southampton)

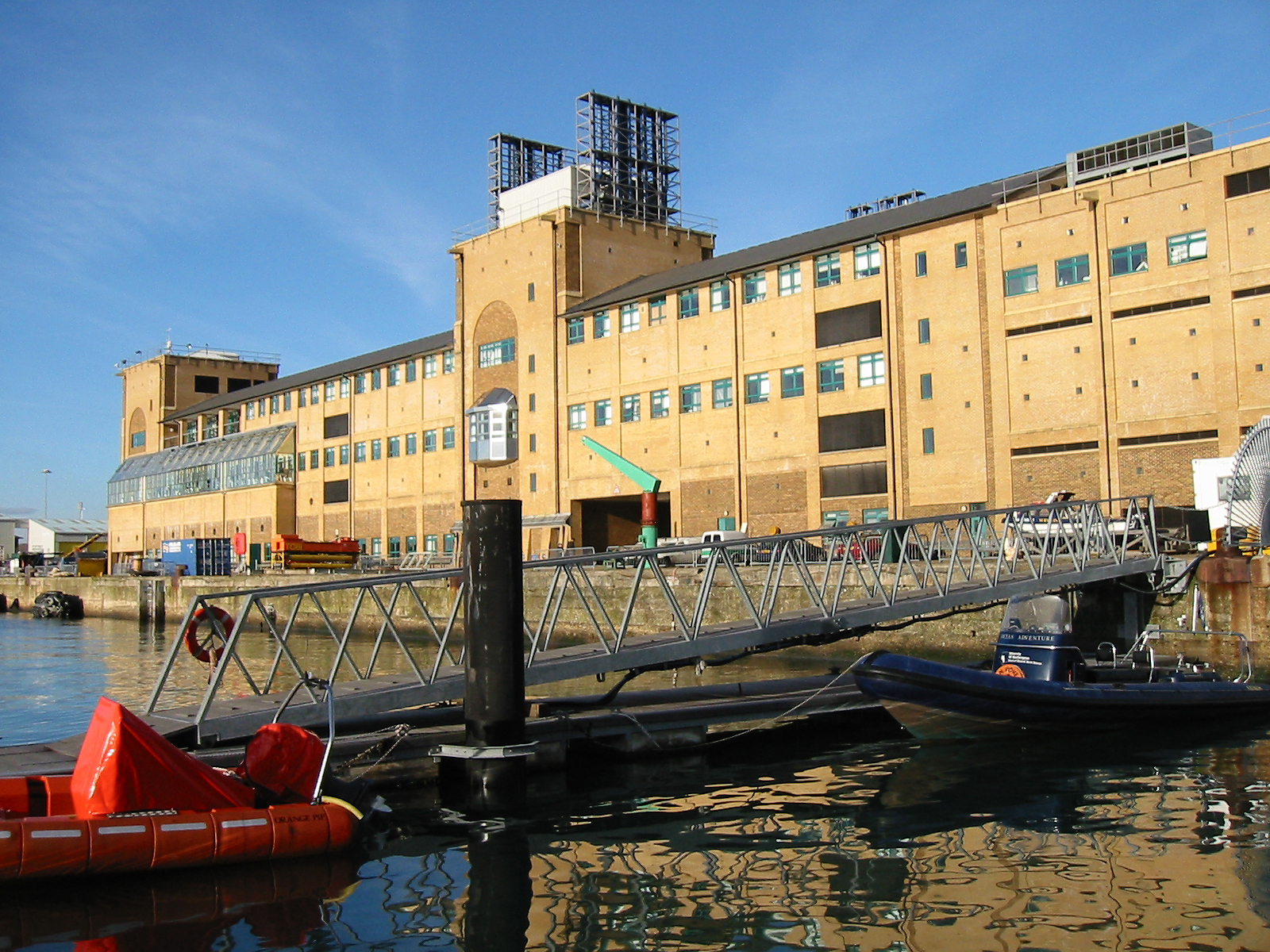
Centro Nacional de Oceanografia, Southampton, Reino Unido

O Centro Nacional de Oceanografia de Southampton (NOCS) é uma construção conjunta entre a Universidade de Southampton e o Conselho de Pesquisa do Ambiente Natural (NERC). Aberto em 1996, é parte da elite dos centros mundiais de excelência especializados em Ciência Marinha, Ciência da Terra e Tecnologia Marinha. É o único a fornecer uma plataforma para pesquisa interdisciplinar ao lado de uma abordagem de ensino aprofundada. O NOCS compreende a Escola do Oceano e Ciências da Terra da Universidade de Southampton, que opera junto a quatro divisões de pesquisa do NERC e da Unidade de Náutica do NERC (RSU). Além a abrigar uns 450 cientistas e equipes de funcionários de pesquisa, mais de 600 estudantes de graduação e pós-graduação consideram o NOCS sua sede. Os recursos do NOCS incluem a Biblioteca Oceanográfica Nacional Britânica, o acervo de relevância nacional de Coleções das Descobertas e o Repositório Britânico do Núcleo de Sedimento do Oceano. O NOCS é também a base para as embarcações construídas para fins de pesquisan náutica o RRS Discovery e o RRS James Cook (e anteriormente o RRS Charles Darwin). Antes de 1 de maio de 2005, o NOCS era conhecido como Centro de Oceanografia de Southampton (SOC). O nome foi mudado para refletir a proeminência do centro em Ciências do Oceano e da Terra dentro do Reino Unido. O NOCS fido situado no Campus do Waterfront da Universidade de Southampton. 